# Herbert Gröger
Herbert Gröger (* 16. September 1936 in Mährisch Altstadt) ist ein deutscher Autor.

## Leben
In seiner Heimatstadt besuchte er die Volksschule und lebte bis zu seinem zehnten Lebensjahr. Im Jahre 1946 wurde er als Angehöriger der Deutschmährer zusammen mit seiner Familie nach Deutschland vertrieben und zog nach Eppertshausen, wo er auch heute noch lebt. Er studierte von 1965 bis 1971 Wirtschaftswissenschaft an der Johann Wolfgang Goethe-Universität Frankfurt am Main, wo er zum Dr. phil. promoviert wurde, und blieb folgend im akademischen Bereich tätig. Er wirkte als Referendar in Bremen und arbeitete als Oberstudienrat später an der Friedrich-List-Schule in Darmstadt. Im Anschluss studierte er an der Akademie für Welthandel in Frankfurt am Main. Als Professor lehrte er seit 1998 an der Preston University in Cheyenne (Wyoming) und seit 2001 an der Gustav-Siewerth-Akademie in Weilheim-Bierbronnen. 

## Schriften (Auswahl)
- Allegro. Karlsruher Bote, Karlsruhe 1963, DNB 573564531.
  - Allegro. Gedichte. 2. erweiterte und verbesserte Auflage, Nelius, Groß-Zimmern 1973, OCLC 858393381.
  - Allegro. Gedichte. 3. erweiterte und verbesserte Auflage, Polygon-Verlag, Eichstätt 2014, ISBN 978-3-928671-67-5.
- Der stille Klang. Gedichte. Nelius, Groß-Zimmern 1980, DNB 931897564.
  - Der stille Klang. Gedichte. Polygon-Verlag, Eichstätt 2015, ISBN 978-3-928671-68-2.
- Der Fremdenverkehr im Maintal zwischen Lohr und Aschaffenburg. Entwicklung und Struktur. Tesdorpf, Berlin/Vilseck 1984, ISBN 3-924905-02-9 (zugleich Dissertation, Frankfurt 1984).
- Quizwettbewerbe in Gemeinschaftskunde. 2. verbesserte Auflage, Tesdorpf/Vilseck, Berlin 1984, ISBN 3-924905-03-7.
- als Herausgeber mit Albert Rotter: Das Altvaterland in den Versen seiner Dichter. Meurer, Darmstadt 1989, ISBN 3-88824-017-4.